# جينيفر بريكر

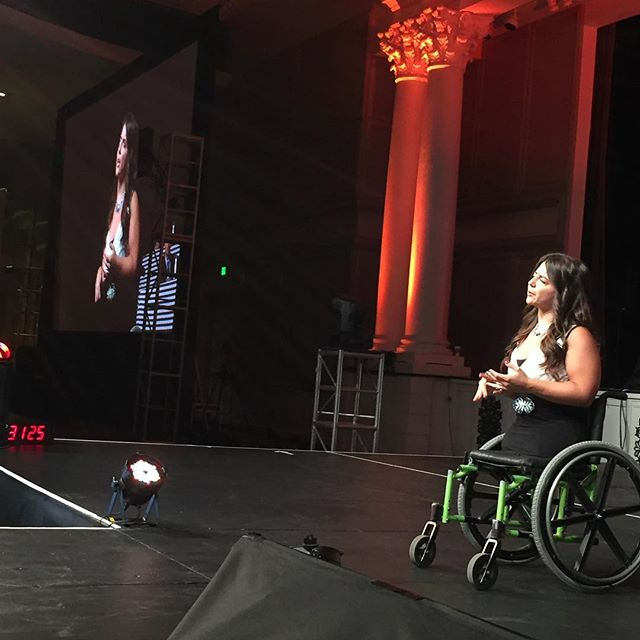
بريكر تخاطب جمهورًا في مؤتمر سيدكور الوطني 2015، ناشفيل، تينيسي.

جينيفر بريكر-باور (ولدت باسم جينيفر بريكر، 1 أكتوبر 1987) هي بهلوانية أمريكية، ولاعبة ألعاب بهلوانية جوية، وكاتبة مذكرات. ولدت بدون ساقين، وعرضها والداها للتبني. هي أخت لاعبة الجمباز الأولمبية الأمريكية دومينيك موشيانو، على الرغم من أن الاثنتين لم تكونا على علم بأنهما شقيقتان بيولوجيتان إلا في وقت لاحق من حياتهما.

## المسيرة المهنية
نشأت بريكر وهي تتنافس في الجمباز جنبًا إلى جنب مع زميلات لا يعانين من إعاقات. في سن العاشرة، تنافست في الألعاب الأولمبية للناشئين. في عام 1998، تنافست بريكر في الألعاب الأولمبية للناشئين AAU ([لباور تامبلينغ)، وحصلت على المركز الرابع. في نفس العام حصلت على جائزة الإلهام من اتحاد التامبلينغ الأمريكي. كانت أول بطلة تامبلينغ في المدارس الثانوية من ذوي الإعاقة في ولاية إلينوي.
بعد أخذ استراحة من التامبلينغ، بدأت بريكر في تقديم عروض الألعاب البهلوانية الجوية والترامبولين حوالي عام 2008. مع المؤدي نيت كروفورد، شاركت في تصميم وأداء عرض ترامبولين في مركز أمواي في أورلاندو خلال ألعاب التميمة لعام 2008. توقفا عن أداء العرض عندما تم اختيار كروفورد للمشاركة في جولة سيرك بريتني سبيرز (2009) للمغنية بريتني سبيرز. أدى ذلك إلى تعريف بريكر بمنتجي العرض وأصبحت مؤدية بارزة في جولة السيرك، حيث ظهرت في 40 عرضًا عبر أمريكا الشمالية وأستراليا. كما أدت أيضًا في عرض سيرك دو سوليه في لاس فيغاس، Club Light.
فُصلت قصتها في مذكراتها Everything Is Possible: Finding the Faith and Courage to Follow Your Dreams (كل شيء ممكن: العثور على الإيمان والشجاعة لمتابعة أحلامك)، والذي كان من أكثر الكتب مبيعًا في نيويورك تايمز. كتبت نانسي ل. سيغال في سيكولوجي توداي، "إن لم شمل الأخوات يمثل قصة ملهمة عن الروابط العائلية التي تم كسرها واستعادتها. ولكنه يوفر أيضًا مادة لا تقدر بثمن للبحث في أدوار الطبيعة والتنشئة في البراعة الرياضية".
في عام 2022، أدت بريكر في عرض Omnium Circus المباشر، I’mPossible. وهي عضو في قاعة مشاهير معرض الأساطير التابع للجمعية العالمية للأكروبات.

## الحياة الشخصية

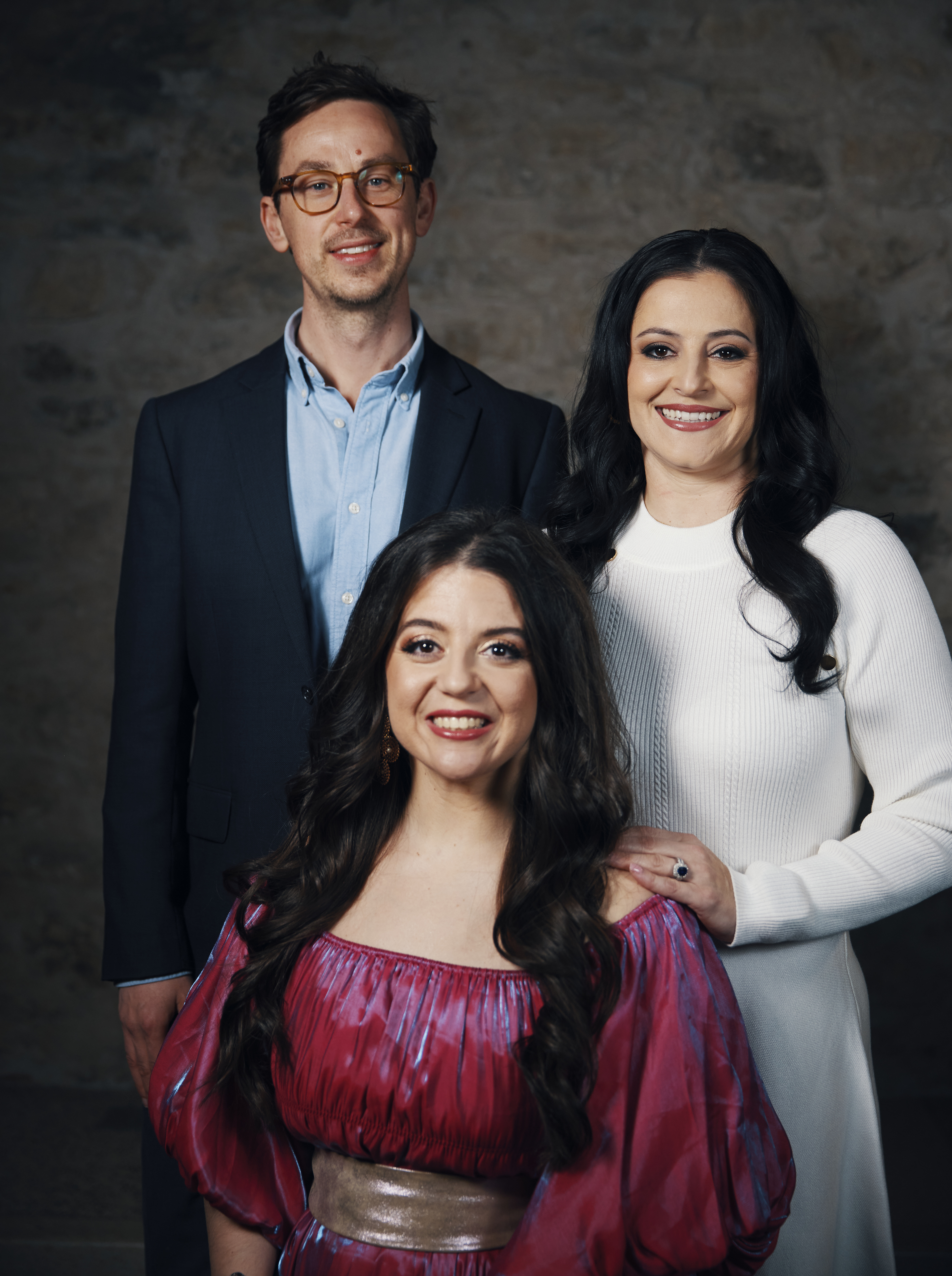
طاقم عمل فيلم "She Looks Like Me" في SXSW 2024. توركيل جونز، جين بريكر-باور، ودومينيك موتشيانو.

ولدت جينيفر بريكر في 1 أكتوبر 1987 بدون ساقين. تم تبنيها من قبل جورج وشارون بريكر من هاردنفيل، إلينوي. نشأت مع ثلاثة أشقاء أكبر سنًا.
كان تبنيها مغلقًا، ولكن أسماء والديها البيولوجيين كانت موجودة في بعض الوثائق. خلال الألعاب الأولمبية الصيفية 1996، التقطت الكاميرات والدي لاعبة الجمباز دومينيك موتشيانو وأدرك الزوجان بريكر الصلة. عندما كانت في السادسة عشرة من عمرها، سألت بريكر والديها بالتبني عما إذا كانا يعرفان أي شيء عن عائلتها البيولوجية وأخبراها عن دومينيك. بمساعدة عم يعمل محققًا خاصًا، تواصلت جينيفر بريكر مع والديها البيولوجيين. أمضت أربع سنوات تحاول التواصل مع أختها. التقت بريكر بدومينيك وأختها الأخرى، كريستينا موتشيانو، شخصيًا لأول مرة في عام 2008. عائلة موتشيانو من أصل أروماني، من رومانيا الحديثة.
كشفت الأخوات عن قصتهن للعامة في عام 2012. تروي مذكرات موتشيانو، Off Balance (خارج التوازن)، جانبها من القصة في معرفة أن بريكر كانت أختها الصغرى التي تم عرضها للتبني في المستشفى عند الولادة. قبل أن تعلم أن موتشيانو هي أختها، كانت بريكر معجبة بها، بل وكان لديها ملصقات لها على جدران غرفة نومها. الفيلمان الوثائقيان "Eva Longoria's Versus: Romanian Roots" (إيفا لانغوريا ضد: الجذور الرومانية) (2015، جزء من سلسلة 30 مقابل 30]] لESPN) و "She Looks Like Me" (إنها تشبهني) (2024) من إخراج توركيل جونز يرويان قصة اكتشاف الأختين لصلتهما.
تزوجت من دومينيك باور النمساوي المولد في عام 2019، وأصبحت جينيفر بريكر-باور. أنجبت ابنًا، ملاخي باور، في عام 2023.

## وصلات خارجية
- قالب:كومنز تصنيف مضمن
- Everything is Possible: Finding the Faith and Courage to Follow Your Dreams سيرة ذاتية لجين بريكر مع شيريل بيرك، 2016، بيكر بوكس، غراند رابيدز، ميشيغان، (ردمك 978-9-3864-5041-8)
- Everything is Possible جين بريكر، حديث TED، 2019.